# Osîcina, Orativ
Osîcina (în ucraineană Осична) este o comună în raionul Orativ, regiunea Vinnița, Ucraina, formată numai din satul de reședință.

## Demografie
Componența lingvistică a satului Osîcina
     Ucraineană (99,29%)
     Alte limbi (0,7%)
Conform recensământului din 2001, majoritatea populației satului Osîcina era vorbitoare de ucraineană (99,29%), existând în minoritate și vorbitori de alte limbi.